# Ioulia Merkoulova
Pour les articles homonymes, voir Merkoulov.
Ioulia Viktorovna Merkoulova (en russe : Юлия Викторовна Меркулова, transcription anglaise : Yulia Merkulova) est une ancienne joueuse russe de volley-ball née le 17 février 1984 à Lipetsk. Elle mesure 2,02 m et jouait au poste de centrale. Elle a totalisé 75 sélections en équipe de Russie.

## Clubs
| Club                | De        | À         |
| ------------------- | --------- | --------- |
| Lipetsk-2           | 1999-2000 | 1999-2000 |
| Zaretchie Odintsovo | 2000-2001 | 2008-2009 |
| Dinamo Krasnodar    | 2009-2010 | 2009-2010 |
| Dinamo Moscou       | 2010-2011 | 2011-2012 |
| Dinamo Krasnodar    | 2012-2013 | 2012-2013 |
| Zaretchie Odintsovo | 2013-2014 | 2014-2015 |

## Palmarès

### Équipe nationale
- Championnat du monde (2)
  - Vainqueur : 2006, 2010.
- Grand Prix mondial
  - Finaliste : 2006.

### Clubs
- Championnat de Russie (1)
  - Vainqueur : 2008
  - Finaliste : 2006, 2009, 2011, 2012.
- Coupe de Russie
  - Vainqueur : 2002, 2003, 2004, 2006, 2007, 2011.
- Ligue des champions
  - Finaliste : 2008.
- Challenge Cup
  - Vainqueur : 2013, 2014.